# Glaucó (rapsodista)
Glaucó (en llatí Glaucon, en grec Γλαύκων) va ser un escriptor grec, un gran rapsodista i expositor d'Homer. És mencionat per Plató junt amb Metròdor de Làmpsac i Estesímbrot de Tasos al diàleg Ió. La seva època és desconeguda. Com que Plató no parla del seu origen se'l suposa atenenc. Glaucó, al que Aristòtil considera un especialista en simbologia, va desenvolupar una teoria per resoldre el problema de la disposició dels cinc cercles concèntrics de l'escut d'Aquil·les. No es coneix la solució que hi va donar.